# Варсіті (стадіон)
«Варсіті Стедіум» (англ. Varsity Stadium) — багатофункціональний стадіон у місті Торонто, Онтаріо, Канада, домашня арена спортивної асоціації Торонтського університету «Торонто Раш».
Спортивний майданчик на місці сучасного стадіону був облаштований ще у 1898 році. 1911 року з'явилися перші трибуни. У 1924 та 1950 роках арена розширювалася. Новий сучасний стадіон побудований та відкритий 2007 року на місці старої арени, яка була знесена 2002 року. За планом потужність стадіону мала скласти 25 000 глядачів, однак була обмежена до 5 000 місць. Арена є центральною спорудою спортивного комплексу Торонтського університету. 